# Morgan Lewis Martin

Morgan Lewis Martin

Morgan Lewis Martin (*  31. März 1805 in Martinsburg, Lewis County, New York; † 10. Dezember 1887 in Green Bay, Wisconsin) war ein US-amerikanischer Politiker. Zwischen 1845 und 1847 vertrat er das Wisconsin-Territorium als Delegierter im US-Repräsentantenhaus.

## Werdegang
Morgan Lewis besuchte die öffentlichen Schulen seiner Heimat und danach bis 1824 das Hamilton College in Clinton. Nach einem anschließenden Jurastudium und seiner Zulassung als Rechtsanwalt begann er in Detroit in seinem neuen Beruf zu arbeiten. Im Jahr 1827 zog er nach Green Bay im damaligen Michigan-Territorium. Dort wurde er Mitglied der Demokratischen Partei. Zwischen 1831 und 1835 war er Abgeordneter im territorialen Repräsentantenhaus. Nach der Gründung des Wisconsin-Territoriums war er von 1838 bis 1844 ebenfalls Abgeordneter in dessen territorialem Parlament. In den Jahren 1842 und 1843 fungierte er als dessen Präsident.
Bei den Kongresswahlen des Jahres 1844 wurde er als Delegierter seines Territoriums in das US-Repräsentantenhaus in Washington, D.C. gewählt. Dort trat er am 4. März 1845 die Nachfolge von Henry Dodge an. Bis zum 3. März 1847 konnte er sein Territorium für eine Legislaturperiode im Kongress vertreten. In diese Zeit fiel der Beginn des Mexikanisch-Amerikanischen Krieges.
In den Jahren 1847 und 1848 war Martin Präsident der zweiten verfassungsgebenden Versammlung des künftigen Bundesstaates Wisconsin. Im Jahr 1855 war er Abgeordneter in der Wisconsin State Assembly; von 1858 bis 1859 gehörte er dem Staatssenat an. Während des Bürgerkrieges war er als Major Zahlmeister im Heer der Union. Zwischen 1866 und 1869 war Martin als Indianeragent tätig. Im Jahr 1866 kandidierte er erfolglos für den Kongress. Danach arbeitete er wieder als Rechtsanwalt. Im Jahr 1875 wurde er zum Bezirksrichter im Brown County gewählt. Dieses Amt bekleidete er bis zu seinem Tod am 10. Dezember 1887 in Green Bay.
Morgan Martin war ein Cousin von James Duane Doty (1799–1865), der zwischen 1837 und 1853 den Staat Wisconsin zwei Mal im Kongress vertrat.
Nach ihm ist Martin County in Minnesota benannt.